# مبادرة شعب بلنسية
مبادرة شعب بلنسية (بالبلنسية: Iniciativa del Poble Valencià، واختصارًا: IdPV) هو حزب سياسي من بلنسية اشتراكي بيئي، يقع في منطقة بلنسية بإسبانيا. مبادرة شعب بلنسية هي جزء من تحالف الوسط.

## الأيديولوجيا
وفقًا لأحد قادتها باسكوال مولا فإن الحزب الديمقراطي الاجتماعي هو حزب «اجتماعي بيئي بلنسي». وفقًا لوثائق المؤتمر التأسيسي فإن مبادرة شعب بلنسية هو «بديل سياسي عن يسار الديمقراطية الاجتماعية الكلاسيكية». تلقى الكثير من الدعم من مبادرة كاتالونيا جرينز، وهو حزب مشابه جدًا موجود في كاتالونيا.

## التاريخ
تم تأسيس مبادرة شعب بلنسية بعد أن أنشأ تيار اليسار والبلد، وهو تيار داخلي لليسار المتحد لبلد فالنسيا حزبًا سياسيًا جديدًا. غادر مبادرة شعب بلنسية اليسار المتحد لبلد فالنسيا في عام 2008.